# Delight (группа)
Delight (с англ. — «Восторг»; первоначальное название — Sator) — польская дум/готик-метал группа из Скавины. Была основана в 1997 году. Последний альбом группы 2007 года записан в стиле альтернативный метал.

## История
Группа образовалась зимой 1997 года в городе Скавина и изначально называлась «Sator». Под этим именем в том же году записали демо-кассету «…And Remember» для лейбла Eternal Blackness Records.
Вскоре группа сменила название на «Delight» и в 2000 году на польском лейбле Metal Mind Productions издала свой дебютный альбом «Last Temptation». Поначалу выступали на концертах в Польше. В следующем 2001 году группа на том же лейбле записала свой второй альбом «The Fading Tale». В ноябре того же года Delight отправились в турне по Польше в качестве разогрева группы Moonlight. Тогда же творчество Delight стало приобретать популярность и за пределами Польши. В июле 2002 года группа записала третий альбом «Eternity». В апреле 2003 года Delight приняла участие в фестивале «Metalmania». 10 октября 2004 году вышел очередной четвёртый альбом «Od Nowa / Anew». Альбом был выпущен на польском и английском языках.
Свой пятый альбом «Breaking Ground» Delight записали на лейбле Roadrunner Records. Его премьера состоялась 19 января 2007 года. В том же году группа распалась.

## Состав

### Последний состав
- Паулина «Paula» Маслянка[пол.] (пол. Paulina Maślanka) — вокал (1997—2007)
- Ярослав «Jaro» Баран[пол.] (пол. Jarosław Baran) — гитара (1997—2007)
- Марек «Markus» Ткоч (пол. Marek Tkocz) — бас-гитара (2005—2007)
- Земовит Рыбаркевич (пол. Ziemowit Rybarkiewicz) — ударные (2006—2007)
- Якуб «Cube» Кубица (пол. Jakub Kubica) — клавишные (2002—2007)
- Гжегож Густоф (пол. Grzegorz Gustof) — гитара (2005—2007)

### Бывшие участники
- Даниел Качмарчик (пол. Daniel Kaczmarczyk) — ударные (1997—2000)
- Томаш Баран (пол. Tomasz Baran) — ударные (2000—2002)
- Пётр Войчик (пол. Piotr Wójcik) — ударные (2002—2006)
- Томаш Польчик (пол. Tomasz Polczyk) — клавишные (1997—2000)
- Барбара Лясек (пол. Barbara Lasek) — клавишные (2000—2002)
- Себастьян Войтович (пол. Sebastian Wójtowicz) — гитара (1997—2003)
- Пётр Шиманский (пол. Piotr Szymański) — бас-гитара (1997—2005)

## Дискография
- 2000 — Last Temptation (Metal Mind Productions[англ.])
- 2001 — The Fading Tale (Metal Mind Productions)
- 2002 — Eternity (Metal Mind Productions)
- 2004 — Od Nowa / Anew (Metal Mind Productions)
- 2007 — Breaking Ground[пол.] (Roadrunner Records)

## Видеография

### Видеоальбомы
- 2003 — The Last Tale of Eternity (DVD, Metal Mind Records)

### Видеоклипы
- 2001 — Carving The Way
- 2002 — Stained Glass
- 2004 — Emotune
- 2004 — Między nami
- 2006 — Divided (режиссёр Дариуш Шерманович[пол.])